# Andrena floricola
Andrena floricola är en biart som beskrevs av Eduard Friedrich Eversmann 1852. Andrena floricola ingår i släktet sandbin, och familjen grävbin. Inga underarter finns listade i Catalogue of Life.